# Daniela Oltean
Daniela Oltean (* 24. Juli 1980 in Cluj-Napoca) ist eine ehemalige rumänische Eisschnellläuferin.

## Werdegang
Oltean wurde viermal rumänische Juniorenmeisterin und kam bei den Juniorenweltmeisterschaften 1998 in Roseville auf den 29. Platz im Kleinen Vierkampf sowie bei den Juniorenweltmeisterschaften 2000 in Seinäjoki auf den 15. Rang im Kleinen Vierkampf. Erstmals am Eisschnelllauf-Weltcup nahm sie im Dezember 1997 in Heerenveen teil, wobei sie in der B-Gruppe den 27. Platz über 3000 m errang. Bei der Mehrkampfeuropameisterschaft 1999 in Heerenveen lief sie auf den 23. Platz im Kleinen Vierkampf und bei der Mehrkampfeuropameisterschaft 2001 in Baselga di Piné auf den 13. Rang im Kleinen Vierkampf. In der Saison 2001/02 kam sie bei der Mehrkampfeuropameisterschaft 2002 in Erfurt auf den 19. Platz im Kleinen Vierkampf und bei den Olympischen Winterspielen 2002 in Salt Lake City auf den 36. Platz über 1500 m sowie auf den 29. Rang über 3000 m. In der folgenden Saison belegte sie bei der Mehrkampfeuropameisterschaft 2003 in Heerenveen den 18. Platz im Kleinen Vierkampf und bei den Einzelstreckenweltmeisterschaften 2003 in Berlin den 22. Platz über 500 m sowie den 19. Rang über 3000 m. In den folgenden Jahren errang sie bei der Mehrkampfeuropameisterschaft 2004 in Heerenveen den 13. Platz und bei der Mehrkampfeuropameisterschaft 2005 in Heerenveen den 23. Platz im Kleinen Vierkampf. Zudem nahm sie bei der Winter-Universiade 2005 in Innsbruck an vier Läufen teil, wobei der 11. Platz über 5000 m ihr bestes Ergebnis war.
In der Saison 2005/06 erreichte Oltean in Inzell mit zwei 13. Plätzen über 500 m ihr bestes Ergebnis im Weltcupeinzel. Außerdem kam sie bei der Sprintweltmeisterschaft 2006 in Heerenveen auf den 30. Platz im Sprint-Mehrkampf und bei den Olympischen Winterspielen 2006 in Turin jeweils auf den 35. Platz über 1000 m und 1500 m sowie auf den 26. Rang über 3000 m. In der folgenden Saison errang sie dort mit dem siebten Platz in der Teamverfolgung ihre erste Top-Zehn-Platzierung im Weltcup und belegte bei der Sprintweltmeisterschaft 2007 in Hamar den 29. Platz im Sprint-Mehrkampf. In der Saison 2007/08 erreichte sie in Baselga di Piné mit dem sechsten Platz in der Teamverfolgung ihr bestes Resultat im Weltcup, bei der Sprintweltmeisterschaft 2008 in Heerenveen den 32. Platz im Sprint-Mehrkampf sowie bei den Einzelstreckenweltmeisterschaften 2008 in Nagano den siebten Platz in der Teamverfolgung. Bei der Mehrkampfeuropameisterschaft 2009 in Heerenveen errang sie den 23. Platz im Kleinen Vierkampf. Ihren letzten Weltcup absolvierte sie im Dezember 2013 in Berlin, welchen sie in der B-Gruppe auf dem 24. Platz über 3000 m beendete.
Oltean wurde viermal rumänische Meisterin im Kleinen-Vierkampf (1997, 2002, 2006, 2014), jeweils dreimal über 1000 m (1995, 1999, 2006), 1500 m (2004, 2006, 2012), 3000 m (1999, 2004, 2006) und 5000 m (2006, 2008, 2009), zweimal über 500 m (1999, 2006) sowie einmal im Sprint-Mehrkampf (2012).

## Erfolge

### Olympische Spiele
- 2002 Salt Lake City: 29. Platz 3000 m, 36. Platz 1500 m
- 2006 Turin: 26. Platz 3000 m, 35. Platz 1000 m, 35. Platz 1500 m

### Einzelstrecken-Weltmeisterschaften
- 2003 Berlin: 19. Platz 3000 m, 22. Platz 500 m
- 2008 Nagano: 7. Platz Teamverfolgung

### Sprint-Weltmeisterschaften
- 2006 Heerenveen: 30. Platz Sprint-Mehrkampf
- 2007 Hamar: 29. Platz Sprint-Mehrkampf
- 2008 Heerenveen: 32. Platz Sprint-Mehrkampf

### Europameisterschaften
- 1999 Heerenveen: 23. Platz Kleiner Vierkampf
- 2001 Baselga di Piné: 13. Platz Kleiner Vierkampf
- 2002 Erfurt: 19. Platz Kleiner Vierkampf
- 2003 Heerenveen: 18. Platz Kleiner Vierkampf
- 2004 Heerenveen: 13. Platz Kleiner Vierkampf
- 2005 Heerenveen: 23. Platz Kleiner Vierkampf
- 2008 Kolomna: 18. Platz Kleiner Vierkampf
- 2009 Heerenveen: 23. Platz Kleiner Vierkampf

## Persönliche Bestzeiten
| Disziplin | Zeit        | Datum             | Ort            |
| --------- | ----------- | ----------------- | -------------- |
| 500 m     | 41,11 s     | 2. November 2013  | Calgary        |
| 1000 m    | 1:19,53 min | 19. November 2005 | Salt Lake City |
| 1500 m    | 2:00,81 min | 20. November 2005 | Salt Lake City |
| 3000 m    | 4:10,96 min | 18. November 2005 | Salt Lake City |
| 5000 m    | 7:27,14 min | 9. Januar 2004    | Heerenveen     |